# Atidzhe Alieva-Veli
Atidzhe Alieva-Veli (Devin, 17 settembre 1981) è una politica bulgara, europarlamentare nella IX legislatura.